# Luís Barreira
Luís Barreira (25 de Setembro de 1968) é um matemático português e Professor Catedrático, do Departamento de Matemática do Instituto Superior Técnico.
É autor de 13 livros, incluindo-se entre eles os livros Análise Complexa e Equações Diferenciais, Exercícios de Análise Complexa e Equações Diferenciais, Lyapunov Exponents and Smooth Ergodic Theory, Nonuniform Hyperbolicity, Stability of Nonautonomous Differential Equations, e Dimension and Recurrence in Hyperbolic Dynamics. É também autor de vários artigos científicos, predominantemente em equações diferenciais, sistemas dinâmicos, teoria ergódica e análise multifractal.

## Educação universitária
Barreira licenciou-se em Matemática Aplicada e Computação em 1991, no Instituto Superior Técnico.
Doutorou-se em Matemática na Universidade Estadual da Pensilvânia em 1996.

## Prémios
Entre os prémios recebidos por Barreira incluem-se:
- Prémio Gulbenkian Ciência, em 2007;[4]
- Prémio Científico UTL/Santander Totta em Matemática, em 2007;
- Prémio Internacional Ferran Sunyer i Balaguer, em 2008;[4]